# Ethan Greenfield
Ethan Greenfield (Lindenhurst, ...) è un giocatore di football americano statunitense, che gioca come runningback per gli Helsinki Roosters.
Al college ha giocato per i North Central Cardinals.